# Dahlem
|  | Per a altres significats, vegeu «Dahlem (Luxemburg)». |

Dahlem és un municipi situat al districte d'Euskirchen, a l'estat federat del Rin del Nord-Westfàlia (Alemanya). Té 4220 habitants (cens de 2016). El municipi està situat al sud-oest de l'estat, a la regió de Colònia, a la serralada d'Eifel prop de la frontera amb els Països Baixos i l'estat federat alemany de Baden-Wurtemberg. La població medieval de Kronenburg, situada a pocs quilòmetres del nucli de població principal, forma part del municipi.